# 1908 год в истории метрополитена
В этой статье перечисляются основные  события из истории метрополитенов в 1908 году. Полужирным шрифтом выделены открытия новых транспортных систем.

## События
- 25 февраля — открыта скоростная подземная железная дорога метрополитеновского типа — PATH (аббр. от англ. Port Authority Trans-Hudson), соединяющая Манхэттен (центр Нью-Йорка) с городами Хобокен, Джерси-Сити, Хэррисон и Ньюарк в штате Нью-Джерси.
- 21 апреля
  - Станции Парижского метрополитена: «Реомюр — Севастополь», «Шатле», «Барбес — Рошешуар» превращены в пересадочные узлы[1].
  - Открыта 4 линия Парижского метрополитена, станции: «Порт-де-Клиньянкур», «Симплон», «Маркаде — Пуассонье», «Шато-Руж», «Гар-дю-Нор», «Гар-де-л’Эст», «Шато д’О», «Страсбур — Сен-Дени», «Этьен Марсель»[1].
- 27 апреля — открыта станция «Ле-Аль» Парижского метрополитена[1].
- 21 мая — в Лондонском метрополитене открыта станция «Прэстон Роад».
- Линия Берлинского метрополитена продлена до станции «Шпиттельмаркт» (нем. Spittelmarkt).
- В Лондонском метрополитене электрифицирован участок «Ист-Хэм» — «Баркинг»[2].
- Пуск участка «Ховард» — «Аргайл» Красной линии Чикагского метрополитена[3].